# Sexting

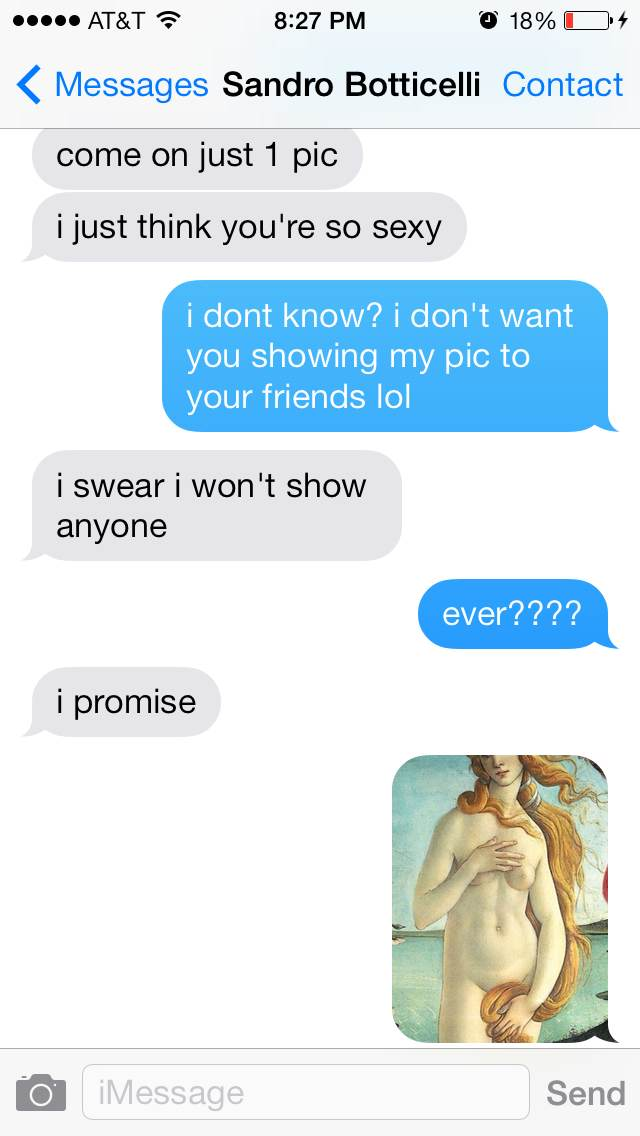
Uma conversa simulada de sexting usando uma parte da obra "O Nascimento de Vênus", do artista renascentista Sandro Botticelli (em inglês)

Sexting (contração de sex e texting) é um anglicismo que refere-se a divulgação de conteúdos eróticos e sensuais através de celulares. Iniciou-se através das mensagens SMS de textos sexualmente sugestivos com conteúdo sexual explícito, e com o avanço tecnológico tem-se aumentado o envio de fotografias e vídeos em posições sensuais ou nus, aos quais aplica-se o termo nude selfie ("selfie de nudez"), ou simplesmente nude.
O termo sexting, que foi cunhado em 2005 num artigo da revista australiana Sunday Telegraph, pode ser entendido também pelo envio e divulgação de conteúdos eróticos, sensuais e sexuais com imagens pessoais pela internet utilizando-se de qualquer meio eletrónico, como câmeras fotográficas digitais, webcams, e smartphones.
O fenômeno, que foi criado por jovens nos Estados Unidos por volta do ano de 2005, e chegou em meados de 2009 ao Brasil, é uma prática cada vez mais comum entre jovens e adolescentes, que o praticam para flertar com alguém de quem eles gostam ou retribuir o favor a alguém que já lhe enviou uma foto sexualmente explícita. Em 2014, a Universidade de Utah publicou um estudo que revelou que 19,1% dos 1.130 estudantes do ensino médio entrevistados admitiram ter enviado fotos pessoais em posições sensuais ou nus, enquanto 38% afirmaram ter recebido imagens deste tipo. Entre destes últimos, 20% disseram ter reenviado a foto para uma ou mais outras pessoas. Alguns psicólogos acreditam que, pela faixa etária dos jovens que mais publicam este conteúdo na internet, entre treze a quinze anos, a exposição seja uma forma encontrada pela geração “smartphone” de expressar sua sexualidade.
Fenómeno de preocupação pública devido aos riscos de estímulo a pornografia infantil. A facilidade de tirar fotografias e o acesso à Internet pode levar um grande número de adolescentes a praticar sexting que fazem uma verdadeira competição por números de acessos às suas fotografias. Um levantamento estatístico realizado pela ONG Safernet Brasil (entidade que atua no monitoramento de crimes virtuais e combate a violações dos direitos humanos na internet) mostrou que, em 2013, ela atendeu 101 casos de pessoas que tiveram a intimidade exposta indevidamente na web. O número mais que dobrou em relação a 2012, quando a ONG contabilizou 48 pedidos de ajuda.
No entanto, se por um lado a prática do sexting pode resultar em graves danos, por outro, ela é capaz de trazer enormes benefícios para a vida de um casal. Uma pesquisa online realizada pela Drexel University's Women's Health Psychology Lab revelou que a prática de envio de sexting eleva o nível de satisfação do casal.

## Crime
A divulgação de selfies eróticas, imagens eróticas e vídeos eróticos sem consentimento do dono pode ser interpretada como crime pela Justiça de acordo com várias leis. O ato pode ser classificado como difamação ou injúria, segundo os artigos 139 e 140 do Código Penal brasileiro.
Quando envolve adolescentes então, o crime é grave e prevê pena de 3 a 6 anos de reclusão e multa para publicação de materiais que contenham cenas com menores de 18 anos, segundo o artigo 241 do Estatuto da Criança e do Adolescente.
Quando há invasão de computadores ou smartphones para roubar fotos alheias sem autorização do titular, o "autor do crime" pode pagar multa e ser preso por 3 meses a 1 ano pela Lei 12.737, conhecida como Lei Carolina Dieckmann.

## Na Música
- O dúo de Reggaeton Plan B usa o termo "Sexting" na canção "Fanática de lo Sensual". A letra relata a troca de mensagens de "Sexting" entre os músicos e uma fanática.